# Guatteria jurgensenii
Guatteria jurgensenii este o specie de plante angiosperme din genul Guatteria, familia Annonaceae, descrisă de William Botting Hemsley. Conform Catalogue of Life specia Guatteria jurgensenii nu are subspecii cunoscute.